# Bergby, Tierps kommun
Bergby är en by i Vendels socken i södra delen av Tierps kommun, norra Uppland.
Bergby ligger cirka 10 km söder om Örbyhus och cirka 2 km norr om Vendels kyrka. Orten är mest känd för Bergbybanan, som används bland annat för nationella tävlingar i rallycross samt folkrace.
Bergby ligger där länsvägarna C 709 och C 714 möts. 

## Historik
Berby är förmodligen en forntida by, namnet kan mycket väl vara forntida, och i anslutning till den äldre bytomten finns ett gravfält med 8 högar och 32 runda stensättningar. Berby omtalas första gången i markgäldsförteckningen 1312 med tre skattskyldiga bönder. 1541 fanns här 3 skattegårdar och kyrkolandbo. 

## Galleri

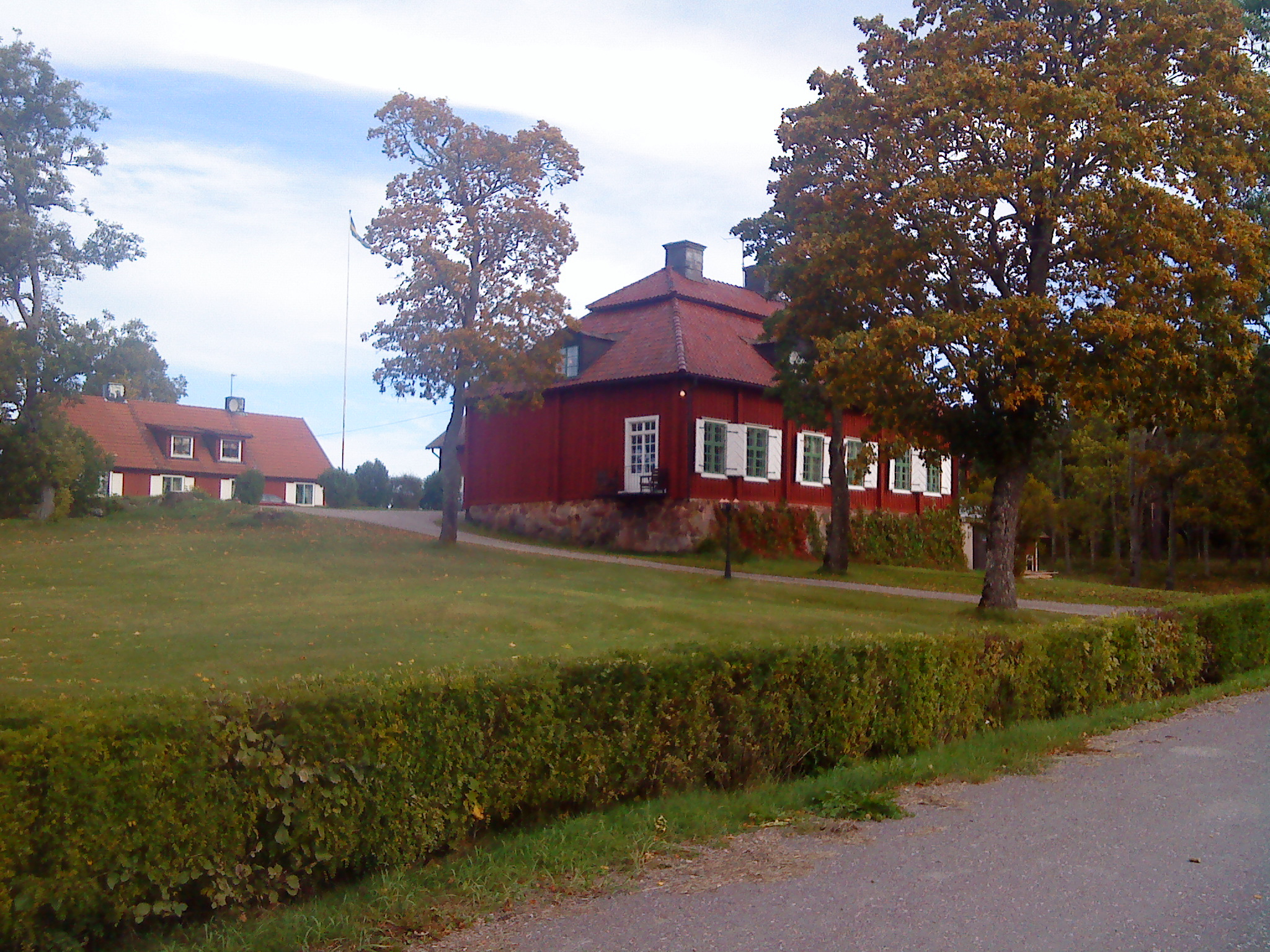
Bergby gård
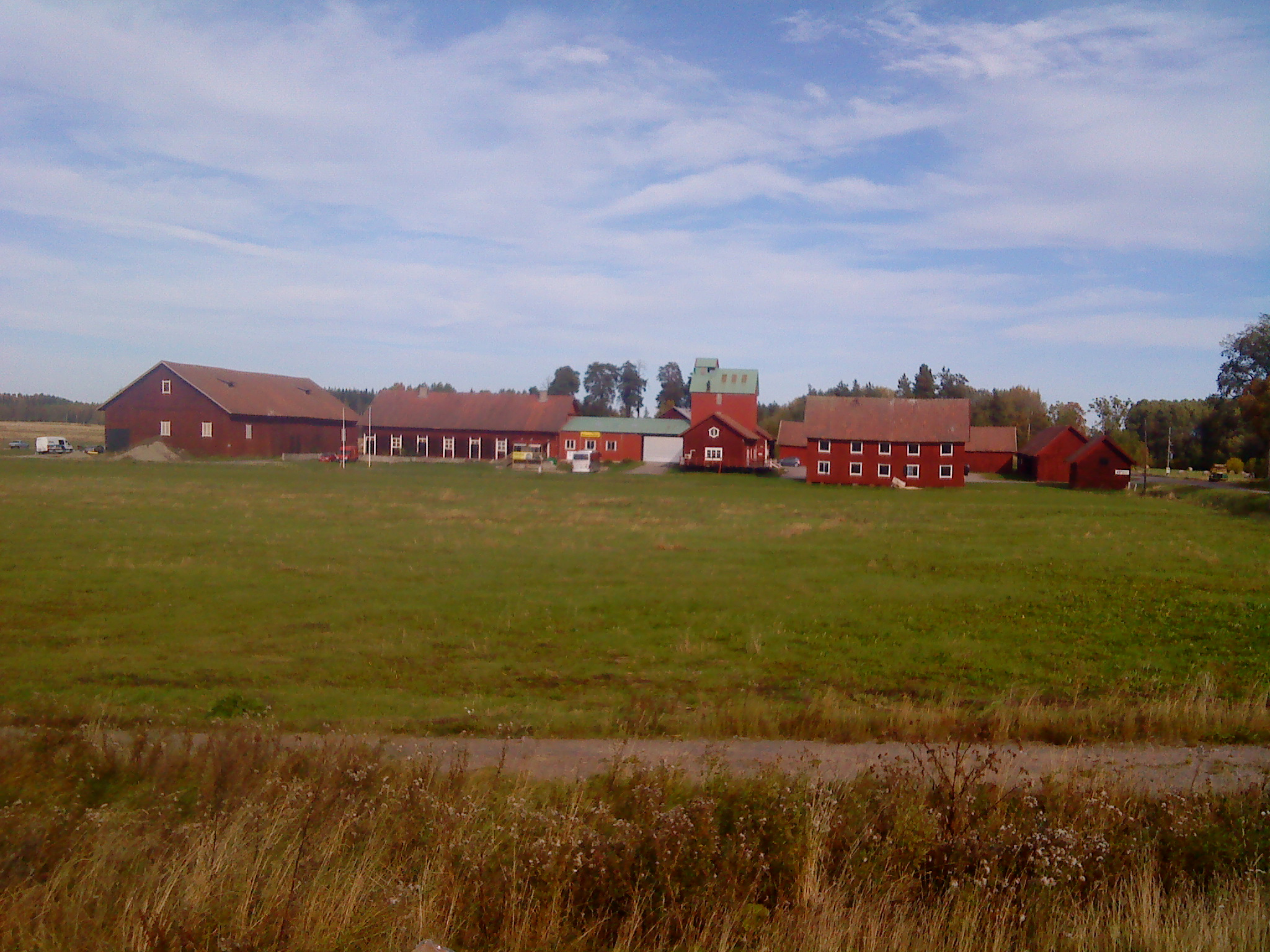
Ekonomibyggnader vid Bergby gård
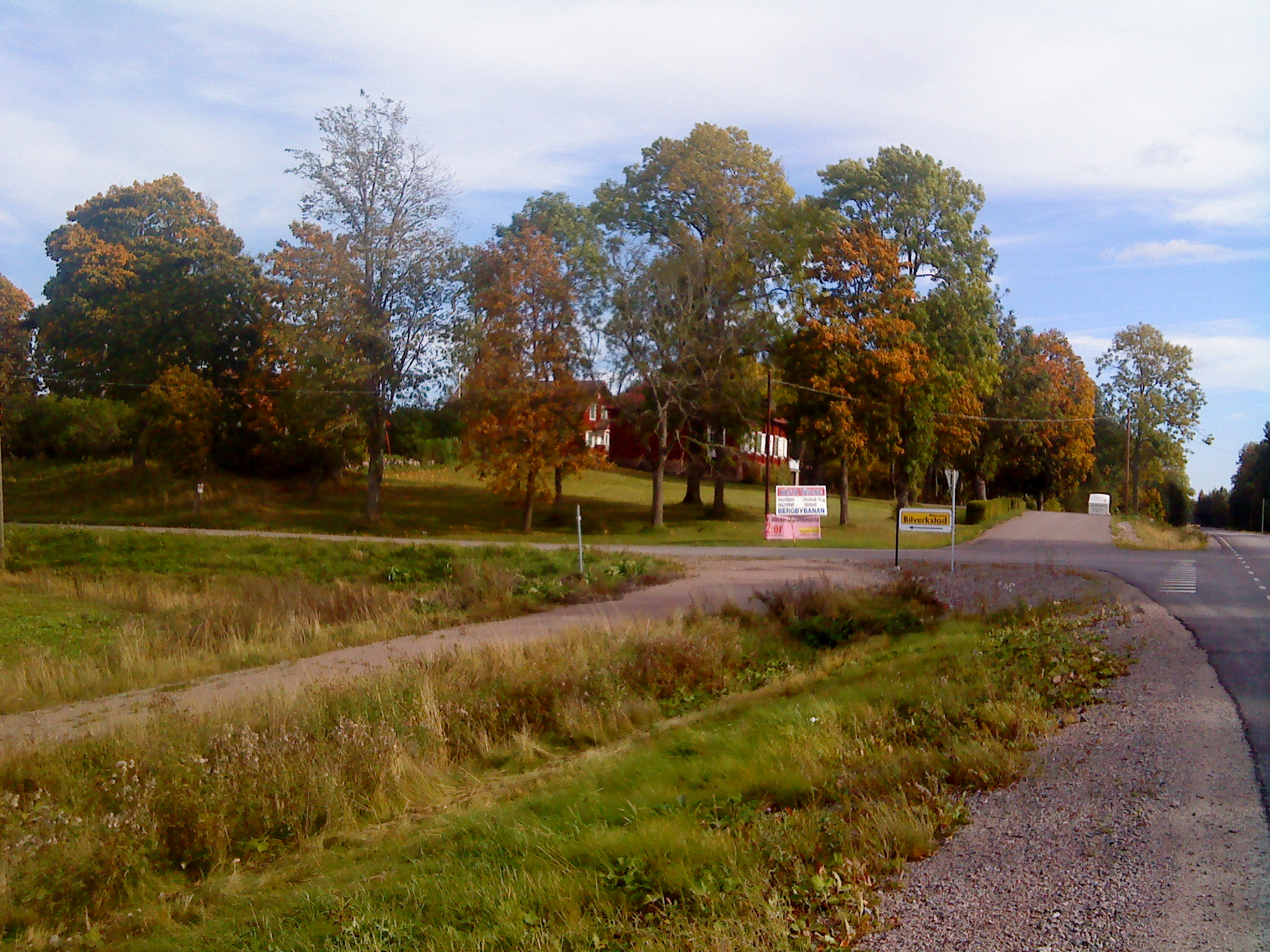
Korsningen C-709/C-714 vid Bergby gård
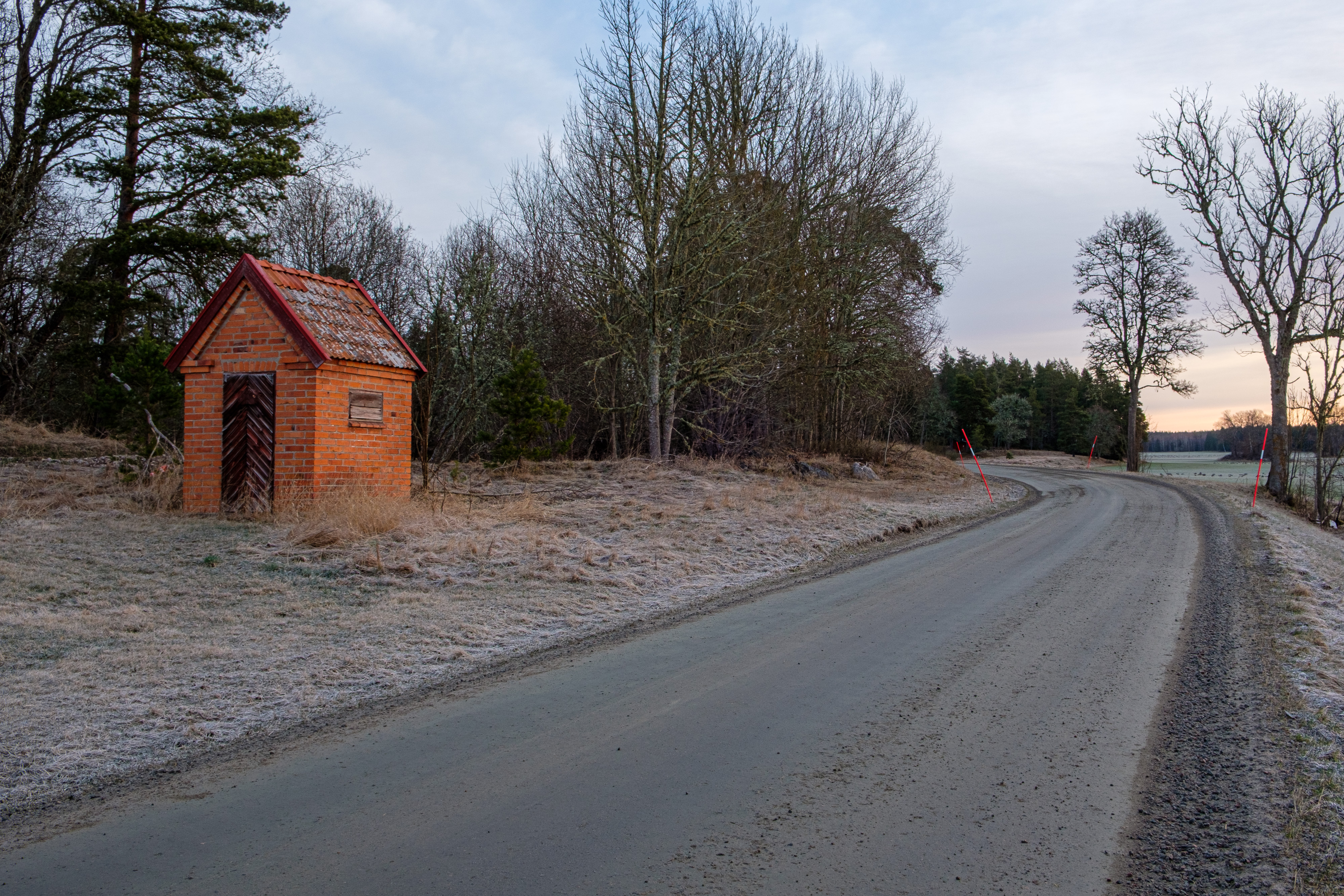
f.d. transformatorstation i Begby vid väg C714 riktining mot väg 292
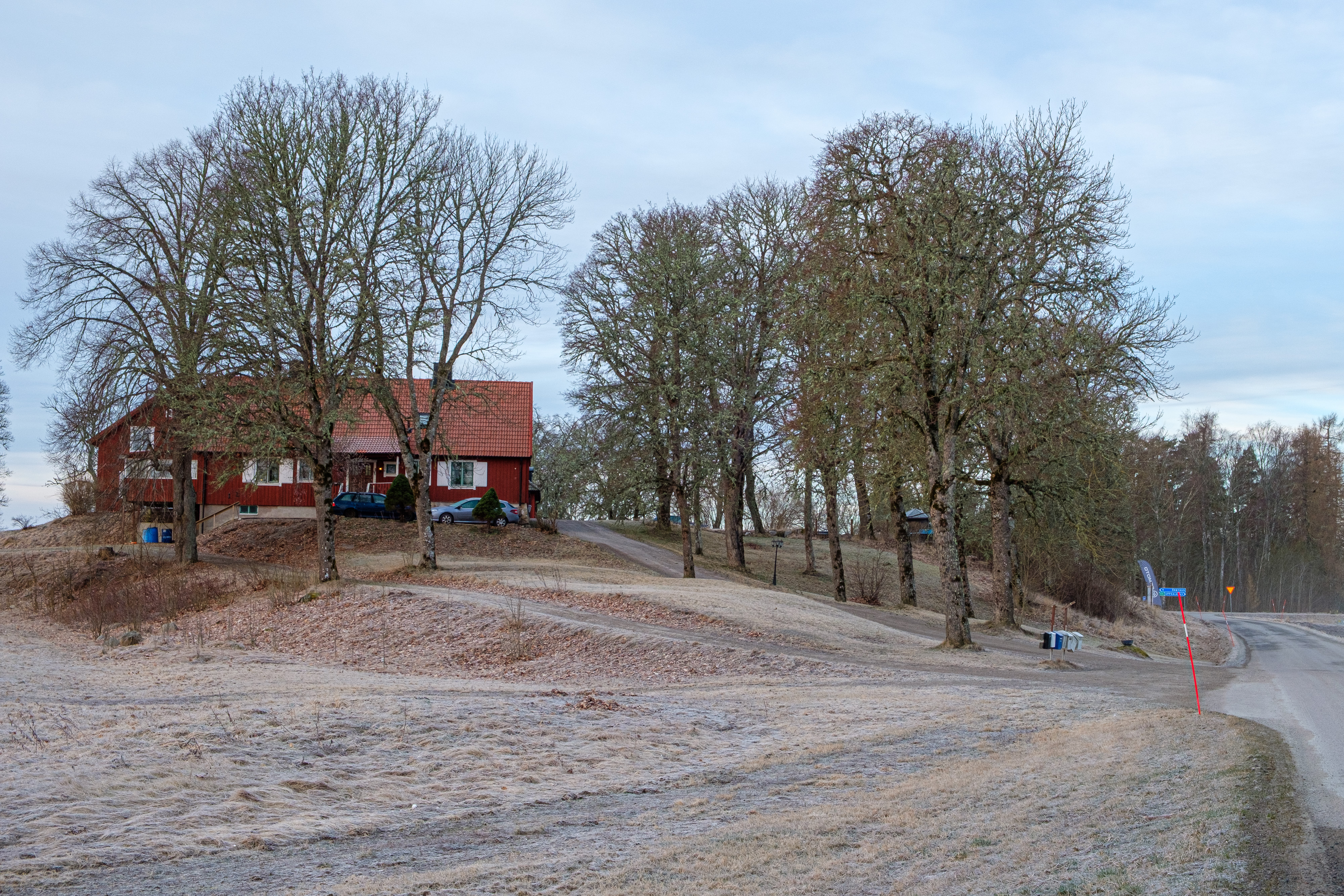
Bergby gård
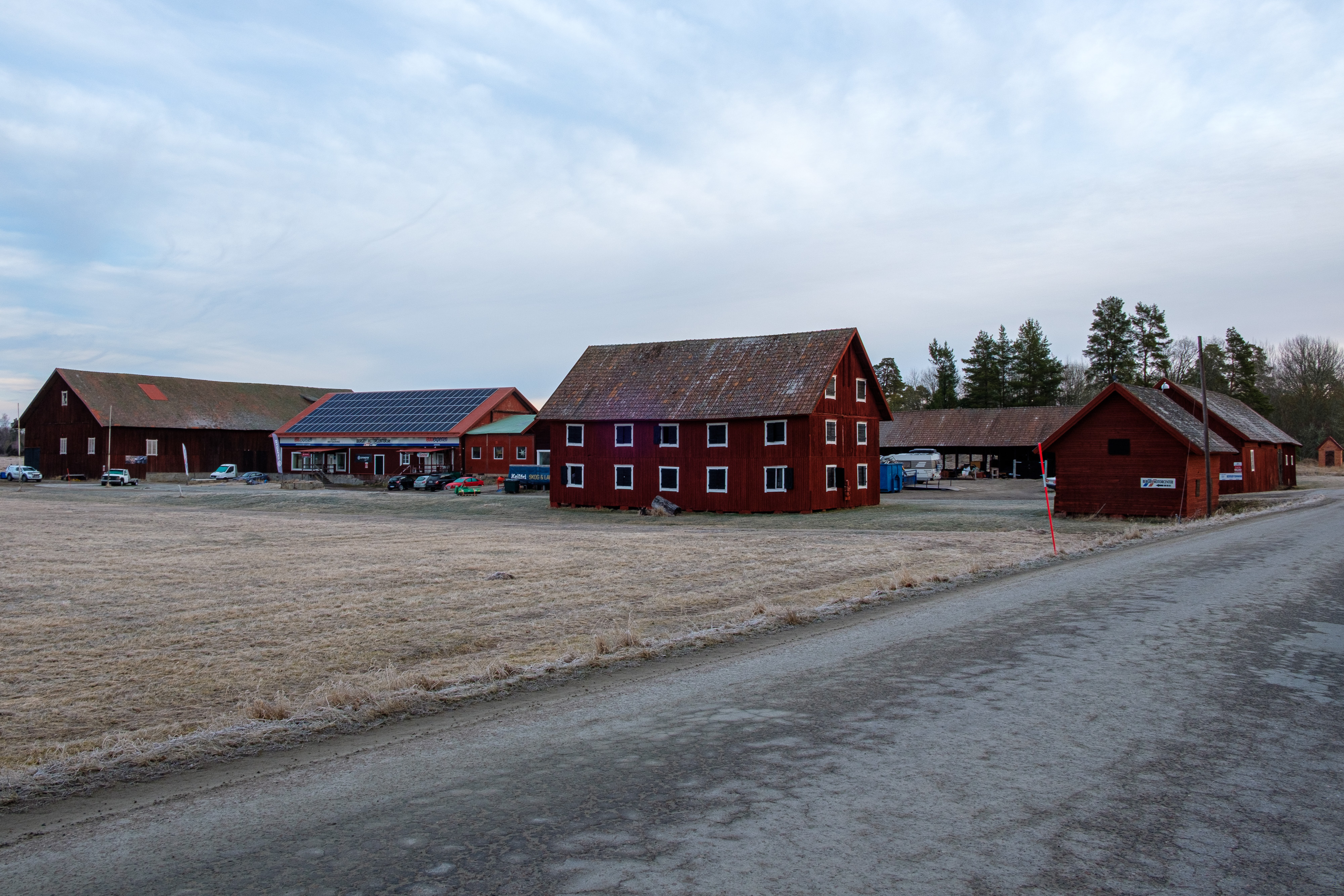
Bergby gård med Bergby Motorcenter
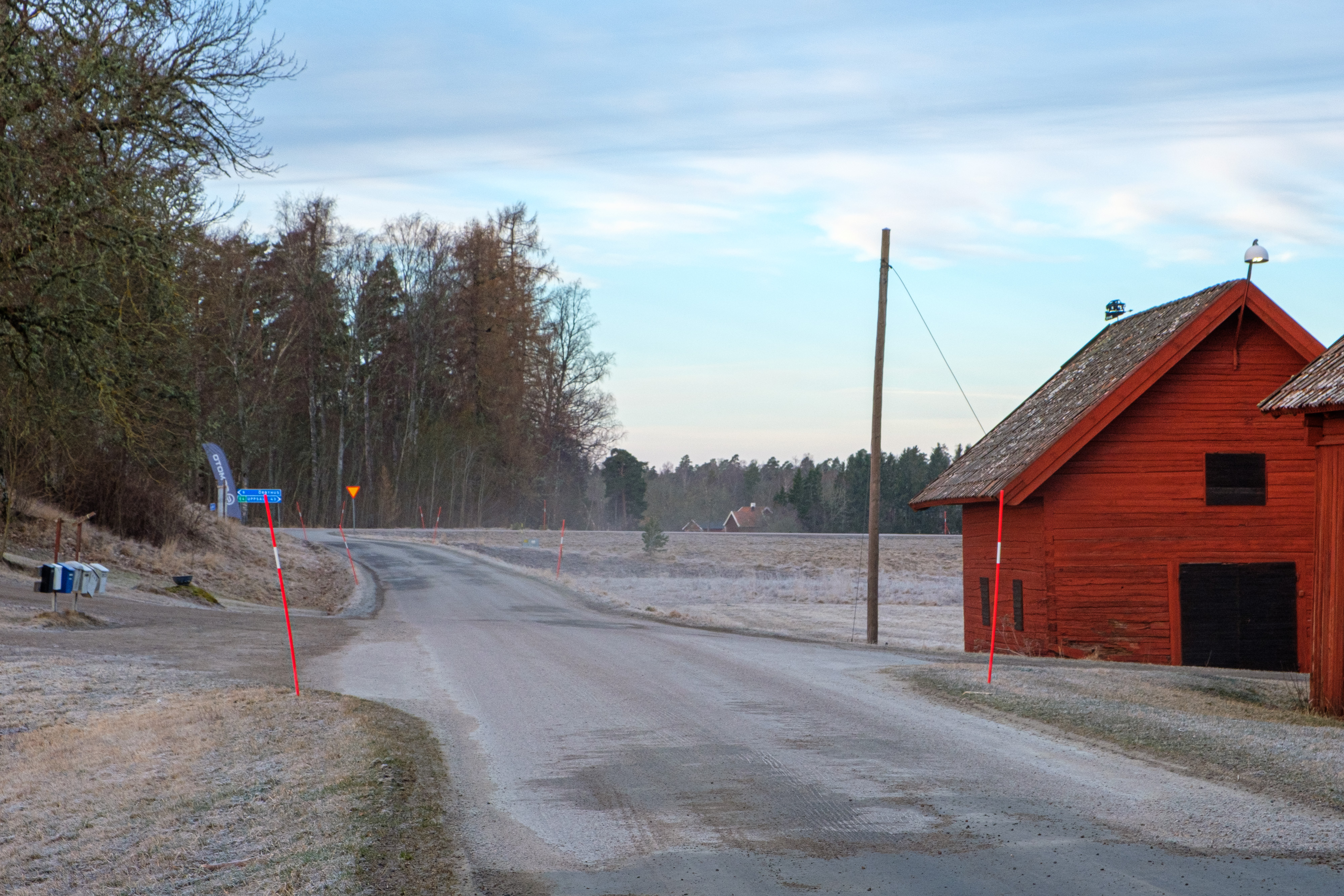
Väg C714 mot korsningen med C709 vid Bergby